# Gratiana spadicea
Gratiana spadicea es una especie de insecto coleóptero de la familia Chrysomelidae descrita en 1829 por Klug.